# Trerice
Trerice (prononcé Tre-rice) est un manoir historique de la paroisse de Newlyn East (Newlyn in Pydar), près de Newquay, en Cornouailles, au Royaume-Uni. Le manoir Tudor subsistant connu sous le nom de Trerice House est situé à Kestle Mill, à trois miles à l'est de Newquay. La maison et son jardin environnant appartiennent au National Trust depuis 1953 et sont ouverts au public. La maison est un bâtiment classé Grade I. Les deux lions de pierre sur la pelouse sont répertoriés séparément, Grade II. Le jardin comprend un verger avec des variétés anciennes d'arbres fruitiers.

## Manoir

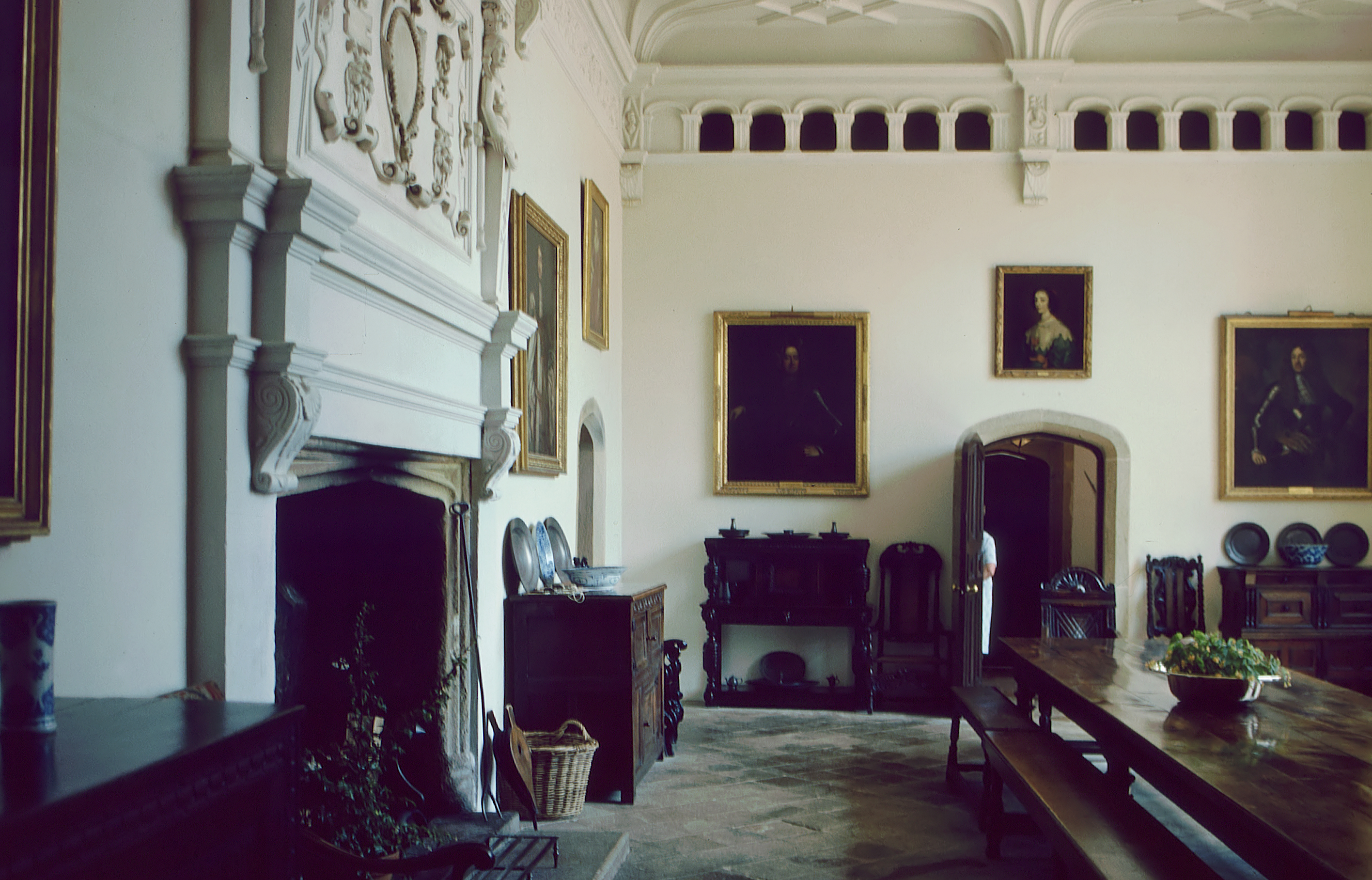
Trerice House, grande salle

Trerice House présente un bâtiment principal en plan « E » orientée au sud-est, attenante à une aile sud-ouest contenant deux phases antérieures. Le premier bâtiment est une maison-tour avec un bloc bas nord-ouest. Celle-ci est agrandie au début du XVIe siècle, probablement par « Jack de Tilbury », pour inclure une rangée de deux étages au sud-est de la tour antérieure, formant ensemble maintenant l'aile sud volumineuse. John Arundell, haut shérif de Cornouailles et beau-père de Richard Carew, historien, ajoute la façade principale du plan E vers 1570-1573.

## Histoire
Le manoir de Trerice est du XIVe siècle jusqu'en 1768 le siège de la famille Arundell "de Trerice", qui semble avoir été liée à la tout aussi importante famille Arundell "de Lanherne ", à 6 milles de là, au nord-est de Trerice, et de Tolverne en Cornouailles et plus tard du château de Wardour dans le Wiltshire. Les deux familles utilisent les mêmes armoiries. En 1768, à la suite de l'extinction de la lignée masculine, elle passe à la famille Wentworth, comtes de Strafford, et à l'extinction de cette famille en 1802, elle passe aux baronnets Acland du Devon et du Somerset, qui la vendent en 1915 au Conseil de comté de Cornouailles.

## Sources
- JW Crosette, ARUNDELL, Nicholas (1623-66), of Gwarnicke, St. Allen, Cornw.. in The History of Parliament: the House of Commons 1660-1690, Boydell & Brewer, 1983 (lire en ligne)
- Pedigree of Arundell of Trerice, Vivian, J. L., ed. (1887). The Visitations of Cornwall: comprising the Heralds' Visitations of 1530, 1573 & 1620; with additions by J. L. Vivian. Exeter: W. Pollard, p. 11 et seq.
- Lysons, Daniel & Samuel, Magna Britannia, Vol.3, Cornwall, London, 1814.

- Carew, Richard, Survey of Cornwall, édition 1769, livre 2, pp. 145-7  ; "Carew regorge d'informations sur cette branche de la famille". (Tregellas, DNB)
- Tregellas, Walter Hawken, Arundell de Cornouailles, Dictionnaire biographique national, 1885-1900, volume 02 s : Arundell de Cornouailles (DNB00)